# Grosse Pierre de la Bergerie
La Grosse Pierre appelée aussi Pierre de la Bergerie est un menhir situé au lieu-dit la Bergerie dans la commune de Villerville, dans le département du Calvados, en France.

## Description
Le menhir est constitué d'un monolithe de conglomérat à silex, incluant des rognons de silex soudés par un ciment silicieux. L'absence de pierres similaires à proximité pose la question d'un transport éventuel depuis un gisement du sud du Pays d'Auge. La pierre mesure près de 2,50 m de haut.
Deux autres mégalithes de plus petites tailles étaient dressés à proximité dans un même alignement. Le premier a été dégagé des cultures et gît à moitié enseveli près des bâtiments de la ferme. Le deuxième, vers le sud, distant d'environ 700 m est renversé dans un pâturage au lieu-dit « Lieu Gobin ». Ces menhirs pourraient marquer le parcours ancien d'une voie néolithique allant du gué de Touques à Cricquebœuf par le Mont-Poulain.
La Pierre de la Bergerie présente beaucoup de similitudes de taille, de nature et d'aspect avec la Pierre Tournante située 50 km plus au sud, à Livarot.
Une station d'époque néolithique a été identifiée à proximité du menhir. On y a trouvé des lames, perçoirs, tranchets, ciseaux, grattoirs, nucléus, percuteurs et pointes de flèches.

## Galerie

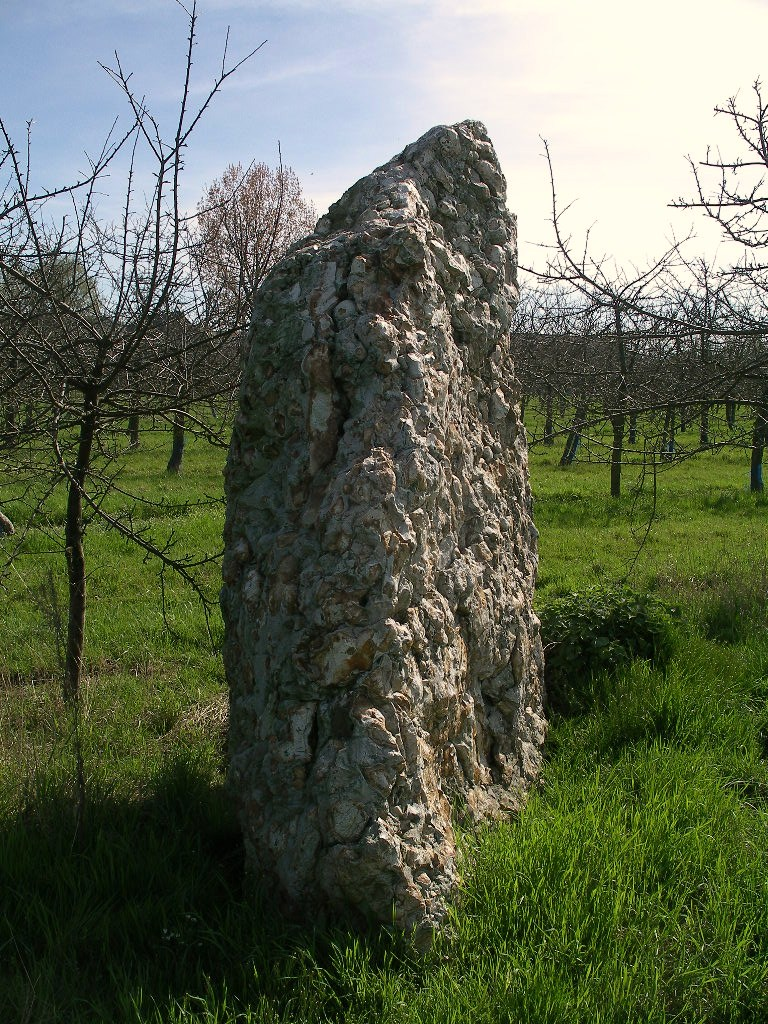
La Grosse Pierre vue de profil
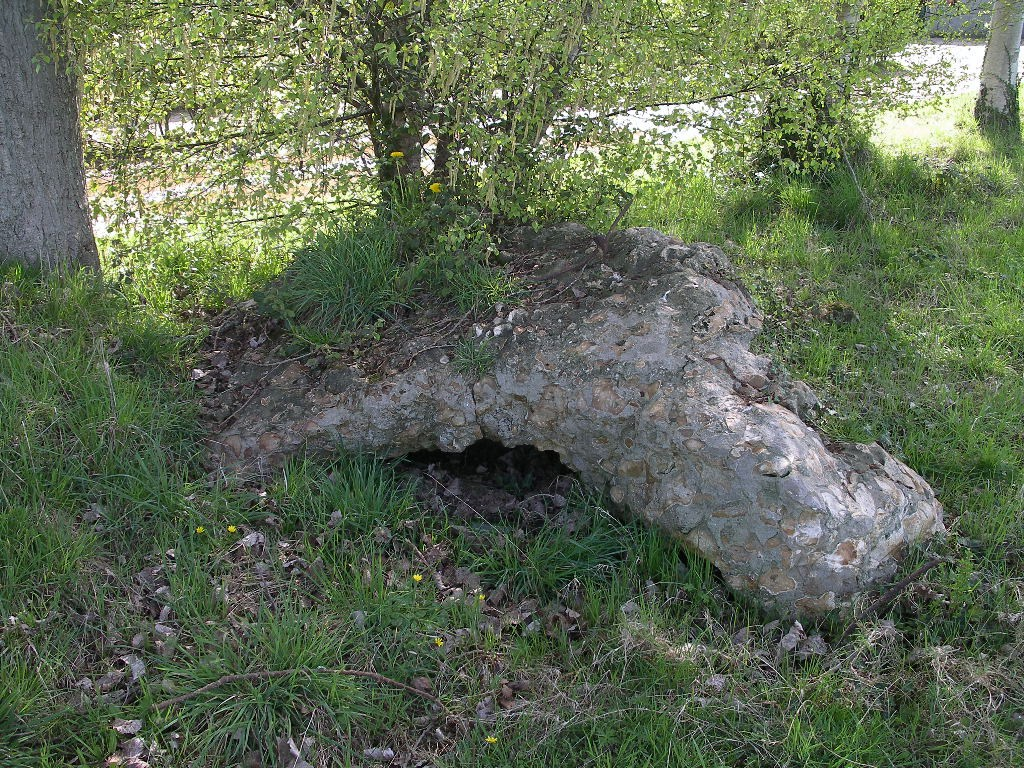
La deuxième pierre
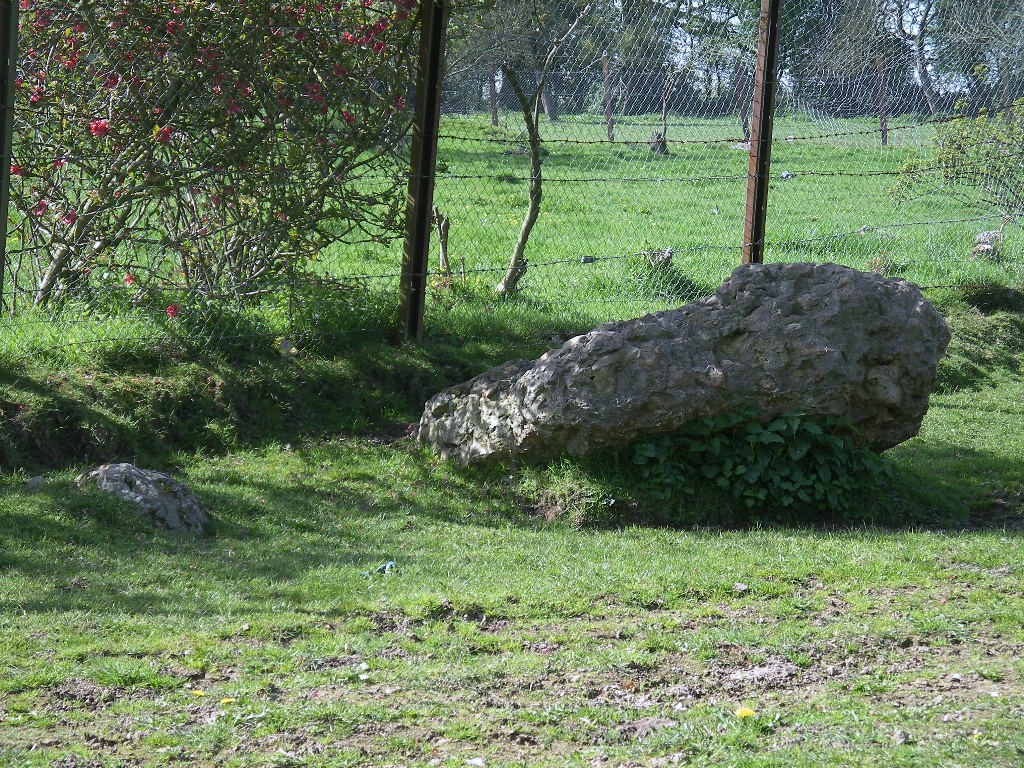
La troisième pierre